# Colección Roberto Polo. Centro de Arte Moderno y Contemporáneo de Castilla-La Mancha
La Colección Roberto Polo. Centro de Arte Moderno y Contemporáneo de Castilla-La Mancha, también conocida como CORPO, es una institución cultural dedicada a la conservación, investigación y difusión del arte moderno y contemporáneo. Se encuentra en Toledo y Cuenca, España y está dirigido por Rafael Sierra. La sede principal fue inaugurada en Toledo en 2019 y la segunda en Cuenca en 2020, como resultado de un acuerdo entre el coleccionista Roberto Polo y la Junta de Comunidades de Castilla-La Mancha, para exhibir una selección de obras de su colección privada, considerada una de las más importantes de Europa.

## Historia
Roberto Polo, artista plástico, coleccionista, mecenas y marchante de arte cubano-estadounidense. Conocido por su apoyo a movimientos artísticos emergentes, su colección incluye obras de arte moderno y contemporáneo, así como piezas de diseño y fotografía. En 2017, se firmó un acuerdo entre Polo y el gobierno de Castilla-La Mancha, que permitió establecer una institución cultural con sede en Toledo y Cuenca para albergar su colección durante 15 años. El proyecto se concretó con la inauguración oficial del museo en marzo de 2019. 
La figura administrativa que rige la colección es la Fundación Colección Roberto Polo. Centro de Arte Moderno y Contemporáneo de Castilla-La Mancha, una institución sin ánimo de lucro que se creó en 2018 y está integrada en el sector público Regional de Castilla-La Mancha. Ha sido constituida por la Junta de Comunidades de Castilla-La Mancha y está adscrita a la Consejería de Educación, Cultura y Deportes.

## Sedes

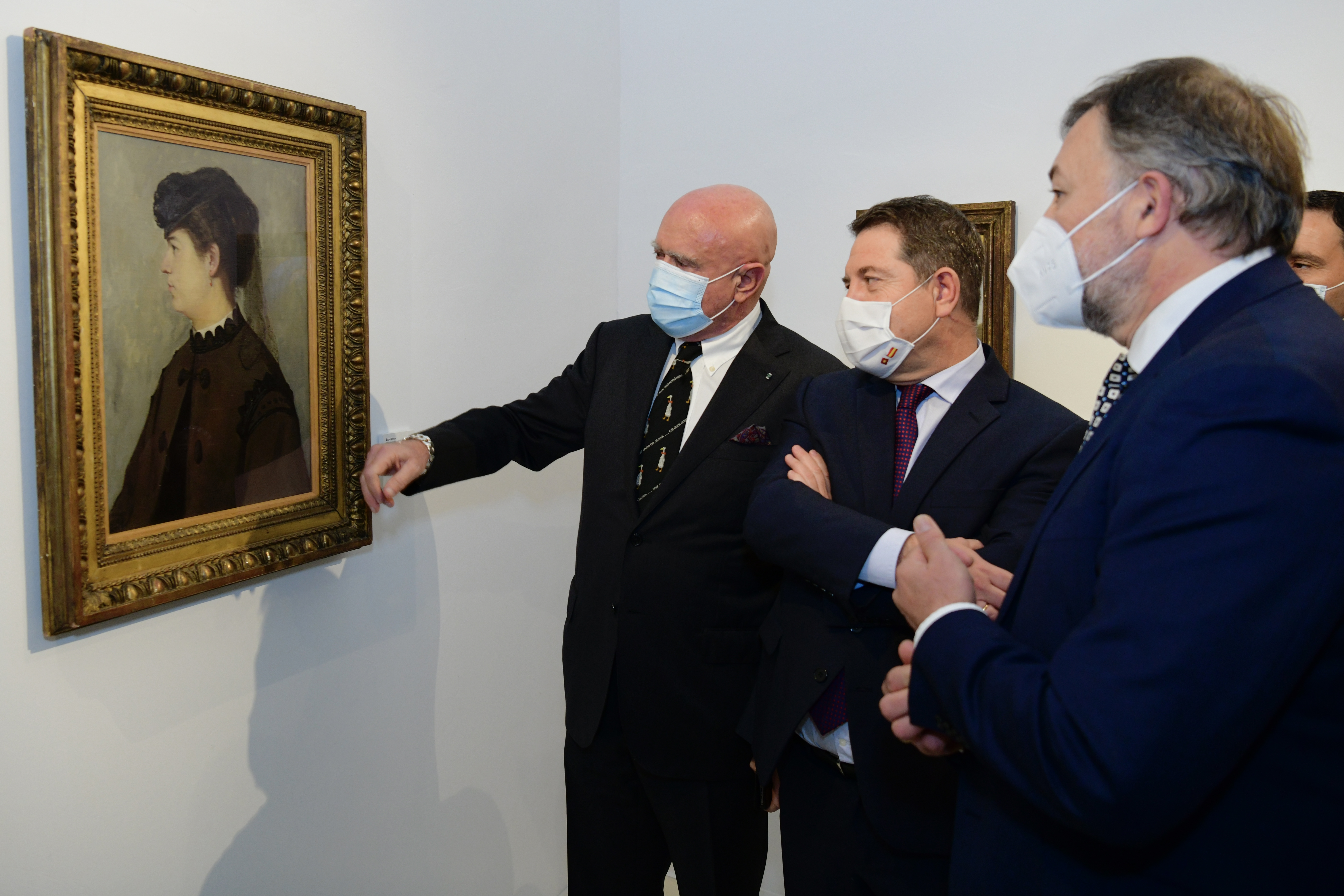
Inauguración en Cuenca

La fundación cuenta con dos sedes principales:
- Toledo: Situada en el antiguo Convento de Santa Fe, un edificio histórico que combina arquitectura mudéjar, gótica y renacentista. Este espacio acoge exposiciones permanentes y temporales que presentan obras de la colección.[4]
- Cuenca: La sede, inaugurada en 2020, se encuentra en el edificio de la antigua iglesia de Santa Cruz, del siglo XVI. En ella se exponen 107 obras de 60 artistas que muestran las vanguardias históricas europeas. Hay obras de pintores como John Atkinson Grimshaw, Félicien Rops, Alexandre Seon, Joseph Granié y Edgar Degas. También una obra en tinta china sobre papel de Don Quijote y Sancho Panza, de Pablo Ruiz Picasso, y «El soldado», un óleo sobre lienzo del francés Eugène Delacroix.[5][6]

## Colección
La colección Roberto Polo se compone de más de 7,000 piezas, de las cuales unas 500 se encuentran en exposición permanente en las sedes de la fundación. Entre los artistas representados destacan figuras del arte moderno como Paul Klee, Kandinsky y Malevich, así como artistas contemporáneos europeos y americanos. También incluye piezas de diseño y fotografía que reflejan la evolución artística desde finales del siglo XIX hasta la actualidad.

## Actividades
La fundación organiza exposiciones temporales, actividades educativas, conferencias y talleres que buscan acercar el arte moderno y contemporáneo a la comunidad tanto en sus dos sedes como en otros espacios culturales.